# Saint-Sylvestre-sur-Lot
 Saint-Sylvestre-sur-Lot  es una población y comuna francesa, en la región de Aquitania, departamento de Lot y Garona, en el distrito de Villeneuve-sur-Lot y cantón de Penne-d'Agenais.

## Demografía
| 1215 | 1385 | 1699 | 1879 | 2040 | 2060 |
| Para los censos de 1962 a 1999 la población legal corresponde a la población sin duplicidades (Fuente: INSEE [Consultar]) |      |      |      |      |      |